# The Parson and the Medicine Man
The Parson and the Medicine Man è un cortometraggio muto del 1912 diretto da Edward LeSaint (con il nome Edward J. Le Saint). È il quinto dei sei film che LeSaint gira all'inizio carriera per la IMP.

## Produzione
Il film fu prodotto dall'Independent Moving Pictures Co. of America (IMP).

## Distribuzione
Il film - un cortometraggio in una bobina - uscì nelle sale cinematografiche statunitensi l'8 luglio 1912 distribuito dalla Motion Picture Distributors and Sales Company.